# Световъртеж (филм)
„Световъртеж“ (на английски: Vertigo), известен и под името „Шемет“, е американски игрален филм от 1958 г.; психологически трилър, режисиран от Алфред Хичкок. Сценарият на Алек Копел и Самюъл Тейлър се основава на едноименния роман на френския авторов тандем Боало-Нарсьожак (на френски: D'entre les Morts; български превод: „Шемет“) от 1954 г. Главните роли се изпълняват от Джеймс Стюарт, Ким Новак и Барбара Бел Гедес.
Филмът разказва историята на бивш детектив, Джон „Скоти“ Фъргюсън (Джеймс Стюарт), който се е пенсионирал след инцидент по време на работа, който му е причинил акрофобия (страх от височини) и световъртеж. Скоти бива нает от свой познат, Гавин Елстер (Том Хелмор), като личен разследващ полицай, да следи съпругата му, Маделин (Ким Новак), която се държи странно. Скоти приема това предложение, без да знае, че животът му ще се промени изцяло.
Филмът е заснет на различни локации из Сан Франциско, Калифорния, както и в студиото на „Парамаунт Пикчърс“ в Холивуд. Проектът задава началото на филмовия ефект, познат като „the vertigo effect” (ефект на световъртежа), постигнат чрез прилагане на доли зум – ефект вътре в камерата, който изкривява перспективата, за да симулира дезориентация.
„Световъртеж“ получава смесени рецензии след излъчването си, но все пак се превръща в един от емблематичните филми на Алфред Хичкок. През 1989 г. той е един от първите 25 филма, избрани от Библиотеката на Конгреса за съхранение в Националния филмов регистър на Съединените щати, тъй като са „културно, исторически или естетически значими“. Обявен е от Американския филмов институт за деветия най-велик американски филм за всички времена.

## Сюжет
Внимание:  Текстът по-долу разкрива сюжета на произведението (или части от него)!
Джон Фъргюсън, с прякор Скоти, е бивш детектив, пенсиониран поради служебен инцидент, който му причинява страх от височини и световъртеж. В самото начало на филма, той се опитва да пребори своя страх от височини, чрез гледане от високо и качване на малка стълба в офиса на неговата бивша годеница, Марджъри „Мидж“ Ууд (Барбара Бел Гедес), която е дизайнер на дамско бельо. Тя предполага, че решението на проблема е силен емоционален шок.
Скоти получава предложение от свой познат от колежа, Гавин, да следи жена му, тъй като той е забелязал странно поведение от нея. Скоти се съгласява да следи Маделин и първото място, на което я наблюдава, е цветарски магазин, от който тя купува букет, след което се отправя към музея Легион на честта, където съзерцава картината Портрет на Карлота. В този момент зрителят забелязва поразителната прилика между жената на портрета и живата жена пред него, като камерата специално се спира върху прическите на двете жени и букетчетата в ръцете им.
Скоти разбира, че жената на портрета е Карлота Валдес, която се е самоубила преди години. След разговор с Гавин разбира, че съпругата му има прабаба на име Карлота и той се опасява, че нейния дух е обладал Мадели. Интересното в случая е, че Маделин няма представа за съществуването на тази жена. След това Скоти следва Маделин до Форт Пойнт, където тя се хвърля в морето, но той я спасява, което се оказва и момента, в който той се влюбва в нея.
Двамата прекарват доста време заедно и пътуват до родния град на Маделин, Сан Хуан Батиста, където двамата си признават, че са влюбени един в друг. Маделин изтичва в църквата и се качва на площадката на камбанарията по вита стълба, а Скоти я следва, но изпитва затруднения заради световъртежа си. Това забавя стъпките му и когато стига до площадката, вижда как Маделин пада през парапета и умира.
Смъртта на Маделин е обявена за самоубийство, но Скоти я преживява изключително тежко – диагностициран е с депресия и е изпратен в санаториум. Живее апатично, докато не вижда жена, която поразително прилича на Маделин и я последва в хотела ѝ. В разговора си с него, тя се представя като Джуди Бартън от Салина, Канзас. Двамата започват връзка, но Скоти, обсебен от идеята за Маделин, започва психически да тормози Джуди, като първо я обвинява в лъжа, а после я кара да се преобрази в някогашната му любима. Тя през цялото време твърди, че няма представа коя е Маделин, но една нейна огърлица, която Скоти е виждал на портрета на Карлота, издава тайната ѝ.

Двамата се озовават отново в църквата, на същата площадка, и Джуди признава, че Гавин ѝ е платил да се преструва на „обладаната“ Маделин и падането от камбанарията е било инсценирано. Тя е уплашена, защото Скоти е бесен, и му се моли да ѝ прости, но в този момент една монахиня се появява, предизвикана шума, от което Джуди се стряска и пада през парапета. Скоти гледа надолу към тялото на жената, но този път без да изпитва световъртеж.

## Книгата срещу филма
В двете произведения има значими разлики в сюжета, като най-забележимата е мястото на действието и имената на героите – в романа действието се развива във Франция, следователно имената на героите са френски, а във филма действието се развива в Сан Франциско. В романа, също така, действието е ситуирано в навечерието на Втората световна война, което е разкрито от разговорите между героите, докато във филма става ясно, че действието се развива през 50-те години. Друга разлика в двете произведения е героинята Мидж, която присъства само във филма.
Огърлицата от портрета и на врата на Джуди е същинското звено между книгата и филма. Въпреки всички разлики, Хичкок е запазил есенцията от сюжета на книгата. Запазен е трагедийният катарзис, а именно причината, поради която Скоти се излекува от световъртежа си.
В книгата намесата на Джуди в смъртта на Маделин не е разкрита до развръзката на сюжета. В сценария на филма Хичкок предлага тайната да бъде разкрита по-рано, за да може зрителите да станат свидетели на психическата дилема на Джуди. Първоначално Хичкок се колебаел дали да запази сцената с писането на писмото и решил да я премахне, но Хърбърт Колман, продуцент-сътрудник на филма, смятал, че премахването на сцената е грешка. Все пак накрая сцената е върната като част от финалния продукт по нареждане на Барни Балабан, ръководителя на „Парамаунт“.
Според Франсоа Трюфо романът е написан именно за да бъде филмиран от Хичкок. Нарсьожак отрича това да е било интенцията на писателския тандем. Въпреки това има сведения, че Парамаунт Пикчърс поръчва резюме на D’entre les morts през 1954 г., преди романът да е преведен на английски (това се случва през 1956 г.)

## Актьорски състав
| Актьор            | Роля                                  |
| ----------------- | ------------------------------------- |
| Джеймс Стюарт     | Джон „Скоти“ Фъргюсън                 |
| Ким Новак         | Мадлен Елстър / Джуди Бартън          |
| Барбара Бел Гедес | Марджъри „Мидж“ Ууд                   |
| Том Хелмор        | Гавин Елстър                          |
| Елън Корби        | мениджър в хотела                     |
| Хенри Джоунс      | коронер                               |
| Реймънд Бейли     | докторът на Скоти                     |
| Константин Шейн   | Поп Лейбъл (собственик на книжарница) |

## Камео на Алфред Хичкок
Както в други свои филми, Хичкок прави обичайната си камео поява и в „Световъртеж“. В 11-та минута от филма режисьорът минава по улицата в сив костюм и с калъф за военен сигнален тромпет в дясната ръка, докато зрителят очаква да види Скоти, който отива да се срещне с Гавин на пристанището.

## Теми, символи и интерпретации
В статията си Hitchcockian Sinthoms Славой Жижек обръща внимание на последователната поява на образни и други мотиви в редица филми на Хичкок, независимо от променящия се наративен контекст във всеки от тях. Като примери той посочва „жената, която знаеше твърде много“, „висящ във въздуха човек, хванат за нечия ръка“ и др. Такава героиня в „Световъртеж“ е Мидж, сексуално непривликателната за Фъргюсън жена с очила, която го превъзхожда интелектуално и прозира неща, останали скрити за него. Подобни на нея персонажи са д-р Питърсън (Ингрид Бергман) в „Омагьосаният“, малката сестра на Рут в „Непознати във влака“, която отгатва кой е убиецът (в ролята – Патриша Хичкок, дъщерята на режисьора, която ще изиграе сходна „очилата“ роля и в „Психо“ близо двайсет години по-късно, банковата служителка в "Набеденият виновен" и др.
В самото начало на „Световъртеж“ е и най-запомнящото се проявление на мотива за „висящия във въздуха, хванат за нечия ръка“, когато Скоти неволно става причина за смъртта на помагащия му полицай. Мотивът се появява първо в „Саботьор“ (Saboteur, 1942), във финалния епизод, разиграващ се върху факела на Статуята на Свободата, а после и в „Да хванеш крадец“, и в края на „Север-северозапад“. Жижек тълкува тези повторения като синтоми (sinthomes) – психоаналитично понятие на Жак Лакан, паронимично родеещо се със „симптом“ на Фройд, но концептуално оттласкващо се от него. Докато симптомът играе основна роля при анализа на неврозите, възникващи в резултат на (неосъществен) стремеж на индивида към удоволствие, Лакановият синтом, както пояснява в статията си Жижек, трябва да се схваща като „констелация (формула) на означаващото, която фиксира определена сърцевина на наслада, подобно на маниеризмите в живописта - характерни детайли, които упорстват и се повтарят, без да намекват за някакво общо значение“.
Спиралата има символен характер за филма и се появява на няколко места в него. В началните надписи, след като виждаме едър кадър на женско лице, се появяват множество повторителни спирали, които се свиват и разгръщат до безкрайност. Спиралата се появява и в средата на окото на жената от тези кадри. Тя има и своите съответствия във филма – витата стълба в църквата, кока на Маделин, Карлота и Джуди и спиралата, която излиза от окото на Маделин в съня на Скоти.
В монографичното си изследване върху филма „Световъртеж“ Чарлз Бар обозначава като основна тема на филма психологическата обсесия, в частност тази на Скоти към жените в живота му. Задълбоченият начин, по който Хичкок я представя обаче не предизвиква отвращение, а възхищение у зрителите.
Критици интерпретират „Световъртеж“ като „приказка за мъжката агресия и визуален контрол; като карта на женската Едипова траектория; като деконструкция на мъжката структура от женственост и мъжественост“.

## Продукция

### Сценарий
Трима сценаристи са замесени в работата по филма. Първоначално Хичкок наема Максуел Андерсън, с когото е работил над филма „Набеден за виновен“ (The wrong man), но отхвърля работата му. Чарлз Бар посчва като причина, че Андерсън е най-възрастен от тримата и е слабо обвързан с киното, бидейки сценарист на театрални пиеси и също така е работил върху сценария в отсъствието на Хичкок, който в това време е в чужбина.
Сценарият на Алек Копел също е бил незадоволителен за Хичкок. Последният вариант е написан от Самюел А. Тейлър по записките на самия Хичкок. Една от добавките на Тейлър към сюжета е героинята Мидж. Алек Копел претендира за съ-авторство с Тейлър, който се опитва да получи цялата заслуга за сценария, като дори се свързва с Гилдията на сценаристите в Америка. Tq взима решението, че и двамата сценаристи имат заслуга за написването на сценария. Андерсън все пак остава извън надписите на филма.

### Кастинг
Ролята на Маделин е трябвало да бъде изиграна от Вера Майлс, която е участвала и в други проекти на Хичкок. По време на забавяне на продукцията, свързано със здравословни проблеми на Хичкок, Вера Майлс забременява и се налага да откаже ролята. Режисьорът отказва да отложи снимките и избира Ким Новак. Има отново период на забавяне, тъй като Ким Новак има други ангажименти и ваканция, отпусната ѝ от „Кълъмбия Пикчърс“, която поддържа договора ѝ. През това време Вера Майлс е родила и вече е свободна да поеме ролята, но Хичкок решава да запази Ким.

### Заснемане
Филмът е заснет в периода септември-декември 1957 г. Първоначалното работно заглавие е „Измежду мъртвите“ (буквален превод на заглавието на романа). Сцените са основно заснети в района на Санфранциския залив. Сцената, в която Маделин пада от кулата, е заснета в испанската мисия Сан Хуан Батиста в Калифорния. Мястото е предложено от дъщерята на Хърбърт Коулман, Джуди Ланини. Камбанарията е била разрушена в пожар и затова Хичкок добавя изкуствена камбанария, използвайки умалени модели, матирани картини и трикова фотография в студиото на Парамаунт в Лос Анджелис. Оригиналната кула е била много по-невзрачна и е направена по-висока и драматична за целите на филма. Стълбището до кулата е сглобено в студиото.

#### Списък с места на заснемане
- Апартаментът на Скоти – 900 ул. „Ломбард“; тази улица е и забележитлност в Сан Франциско, известна с острите си завои и една нейна стръмна отсечка, която е позната като „най-кривата улица на света“;[12]
- Гонката на покрива се състои на ул. „Тейлър“ между 1302 и 1360;[13]
- Мисията Сан Хуан Батиста е истинска испанска мисия в окръг Сан Бенито в Калифорния.
- Надгробният камък на Карлота Валдес не е истински, но продукцията го е оставила в двора на мисия Долрес. След известно време е премахнат от там, защото е привличал туристи и служителите на мисията сметнали, че е неуважително към истинските покойници;
- Мястото, от което Маделин скача в морето, се намира под моста Голдън Гейт;
- Картинната галерия, където Маделин гледа портрета на Карлота, се намира в Палата на Легиона на честта. Пртретът е загубен, след като е премахнат от галерията, но останалите картини, които се виждат покрай него във филма, са истински и все още са там;
- Крайбрежието, на което Маделин и Скоти се целуват за пръв път, е Сайпръс пойнт, но дървото, което се вижда в кадъра, е част от декора;[10]
- Външната част на санаториума, където се лекува Скоти, е болницата „Свети Джоузеф“, разположен срещу парка Буена Виста. В момента е кооперация;
- Хотел „МакКитрик“ е частно викторианско имение от 1880 г., което е съборено през 1959 г. и сега е спортно тренировъчно поле на подготвителното училище към катедралата Свещено сърце;[14]
- Хотел „Емпайър“ е истинско място, наречено хотел „Йорк“, а от 2009 г. е хотел „Vertigo”. Стаята на Джуди е част от декора, но зеленият неонов надпис отвън, който се вижда във филма, е базиран на действителния знак на хотела;[15]
- „При Ърни“ е истински ресторант на Джаксън Скуеър, но не работи към днешна дата.[16]

Местата на заснемане в Сан Франциско стават известни сред феновете и се организират обиколки из района. През март 1997 г. френското културно списание „Инрокюптибъл“ публикува специален брой за местоположенията във филма, “Dans le décor”, който описва подробно всички локации.
След 16 дни снимки на терен, продукцията продължава снимките в студиото на „Парамаунт“в Холивуд, където прекарва 2 месеца. Хичкок предпочита студийни снимки, тъй като може лесно да контролира средата.

### Дизайн и ефекти
С този филм Хичкок популяризира ефектът доли зум, който по-късно придобива названието „ефектът вертиго“ (“the Vertigo effect”). Този метод представлява реално движение на камерата от и към обекта, докато едновременно с това увеличава фокусното разстояние вътре в обектива. По този начин обектът запазва размерите си в кадъра, но перспективата на фона се променя, симулирайки усещането на човек, който страда от световъртеж. Хичкок използва този ефект за да пресъздаде дезориентацията на Скоти, когато той гледа наодолу.
Сънят на Скоти със спиралата е проектиран от художника Джон Ферън, който също така е нарисувал и портрета на Карлота.
Спиралите и въртящите се модели в началните надписи са направени от Джон Уитни, който използва компютър, наречен M5 gun director или Kerrison Predictor, използван по време на Втората световна война за насочване на противовъздушни оръдия към движещи се мишени. Това прави възможно създаването на анимирана версия на форми, базирани на графики и параметрични уравнения.
Графичният дизайнер Сол Бас използва спираловидни мотиви както в началните надписи, така и в постера, наблягайки върху „психологическия вихър на „Световъртеж“, както го нарича документалният филм „Обсебен от Световъртеж“ (Obsessed with Vertigo). За началните кадри по време на надписите е използвано лицето на актрисата Одри Лоуел, а не на Ким Новак, тъй като нейният мениджър е подал изискване към Хичкок да ѝ бъде платен цял работен ден, на което режисьорът отказва.

### Дизайн на костюми
Хичкок, заедно с дизайнерката Едит Хед, използват цветове, за да засилят емоцията. Сивият цвят е избран за цвета на костюма на Маделин, когато тя прави опит за самоубийство, в опит да повлияе психически на реципиента, макар тяхното мнение да е, че сивият цвят не отива на блондинки. Според тях подходящ цвят за жени с руси коси е белият, като палтото, което Маделин носи, когато посещава Скоти в апартамента му.

### Музика
Саундтракът е написан от Бърнард Херман и e записан под диригентството на Мюър Матисън в Европа, поради стачка на музикантите в САЩ.
През 2004 г. излиза специално издание на списанието на Британския филмов институт Sight & Sound. В него режисьорът Мартин Скорсезе споделя, че музиката към филма е изградена спираловидно и циркулиращо, както се движи в кръгове обсесията на Скоти. Той смята, че Херман много добре е разбрал какво иска да направи Хичкок.

## Премиера, прожекции и реставрации
Премиерата на „Световъртеж“ се състои в Сан Франциско на 9. май, 1958 г. в кино “Stage door”, дн. нощен клуб „Огъст хол“. Въпреки че филмът излиза на печалба при първоначалното си прожектиране, спечелвайки 3,2 млн. долара срещу разходите си от 2,5 млн. долара, той същност печели значително по-малко от други продукции на Хичкок.
През 1983 г. „Световъртеж“ и „Прозорец към двора“ са първите филми на Хичкок, преиздадени от „Юнивърсъл Студиос“, след като студиото придобива права върху наследството му. Почистване и реставрация са извършени на всеки филм, след което са били отпечатани нови 35-милиметрови принтове.
През 1996 г. на филмът е направена основна реставрация от Робърт Харис и Джеймс Кац, след което е пуснат отново по кината. Новата версия е била с подобрени цветове, новосъздадено аудио и са използвани модерни ефекти, миксирани в DTS студио. Музиката от DTS е миксирана с оригиналния саундтрак. За реставрацията на филма са използвани реалните записки и бележки на Хичкок, защото режисьорът е искал реставрираният филм да се доближава възможно най-много до оригиналния. Добавени са само звуци на чайки в крайбрежните сцени.
Премиерата на реставрирания филм се състои в кино „Кастро“ в Сан Франсицко, в присъствието на Ким Новак и самата Патриша Хичкок. Тази прожекция излага филма за пръв път в DTS и в 70-милиметров вариант.
През 1996 г. режисьорът Харисън Енгъл създава документален филм за създаването на класиката на Хичкок – „Обсебен от „Световъртеж“ (на английски: “Obsessed with Vertigo”). Филмът е представен в Американски филмови класики и оттогава е включен и в DVD версиите на „Световъртеж“. Участват някои членове на оригиналния екип, както и Мартин Скорсезе и Патриша Хичкок.
„Световъртеж“ е издаден за първи път на DVD през март 1998 г. През 2011 г. филмът е преиздаден от „Юнивърсъл пикчърс хоум ентъртейнмънт“, а впоследствие филмът е пуснат на Blu-ray през 2012 г. като част от „Алфред Хичкок: Колекция шедьоври“. През 2014 г. излиза в самостоятелно Blu-ray издание.
През 2014 г. нова 4K реставрация на филма е прожектирана в кино „Кастро“ в Сан Франциско.

## Критическа рецепция
Първоначалните отзиви за филма са смесени. „Върайъти“ пише, че филмът показва „майсторството“ на Хичкок, но споделя и мнението, че филмът е „твърде дълъг и бавен“ за „нещо, което всъщност е просто психологическа мистерия за убийство“. Филип К. Шойер от „Лос Анджелис Таймс“ се възхищава на сценария, но споделя, че на сюжетът му отнема „твърде много време, за да се разгърне“ и го усеща сякаш „затъва в лабиринт от детайли“. В опозиция „Лос Анджелис Екзаминър“ споделя, че позитивно ревю, възхищавайки се на „вълнението, екшъна, романтиката, блясъка [на] лудата, необичайна любовна история“. Филмовият критик на „Ню Йорк Таймс“ Босли Кроутър също дава положителна оценка на филма. Ричард Коу от „Вашингтън Поуст“ описва филма като „прекрасна странност“ и добавя, че „Хичкок се забавлява дори повече от обикновено с хитри ъгли, снимки на пода и поразително използване на цвят.“ Доста крайно мнение споделя Джон Маккартен от „Ню Йоркър“, който пише, че Хичкок „никога преди не си е позволявал такива пресилени глупости.“
В монографията си за „Световъртеж“ Чарлз Бар посочва: „В Англия рецепцията беше по-малко приятелска. От 28-те вестника, които прегледах, шест са, с уговорка, положителни, девет са смесени, а тринадесет почти изцяло отрицателни. Общото за всички тези рецензии е липсата на симпатия към основната структура и стремежа на картината. Дори по-дружелюбните отделят за възхвала елементи, които изглеждат от днешна гледна точка като маргинални качества и случайни удоволствия – „жизнеността“ на поддържащите изпълнения (Дилис Пауъл в „Съндей Таймс“) и гладкостта, с която се сглобяват последователните моменти (Изабел Куилби в „Спектейтър“)".
Във Франция Ерик Ромер отбелязва в „Кайе дьо Синема“, че „Световъртеж“, както се казва, облъсква американците. Френските критици, напротив, изглежда го посрещат топло.“ Той добавя, че „формата е чиста, красива, строга, удовотелно богата и свободна така че може да кажем, че филмите на Хичкок, начело със „Световъртеж“, са за идеи в благородния, платонически смисъл на думата.“
Феновете на Хичкок не са особено доволни от това, че той напуска полето на романтичния трилър, който намираме в по-ранните му филми, и че мистерията е разкрита, когато от него остава още една трета.
Мартин Скорсезе гледа филма с приятелите си на премиерата му в Ню Йорк и по-късно споделя, че „въпреки че филмът не беше добре приет по онова време...ние реагирахме на филма много силно.“ Той определя „Световъртеж“ като един от най-любимите си филми за всички времена.
В интервю с Франсоа Трюфо Хичкок заявява, че това е всъщност един от любимите му филми, с известни уговорки. Обвинява за провала на филма 49-годишния Джеймс Стюарт, който изглежда твърде стар, за да изиграе правдоподобен любовен интерес на 24-годишната Ким Новак.

### Повторна оценка
С течение на времето филмът е преоценяван от филмовите критици и е получил по-висока оценка в критическата общност. На всеки десет години от 1952 г. насам филмовото списание “Sight & Sound” на Британския филмов институт изисква от водещите световни филмови критици да съставят списък с 10-те най-велики филма на всички времена и през 1982 г. „Световъртеж“ влиза в списъка на 7-мо място. До 1992 г. достига 4-то, през 2002 г. е на 2-ро, а през 2012 г. застава на 1-во място както в криминалния жанр, така и като цяло. През 2022 г. анкетата на “Sight & Sound” класира „Световъртеж“ на 2-ро място.
През 1998 г. „Тайм Аут“ провежда анкета и „Световъртеж“ е избран за 5-ия най-велик филм на всички времена. „Вилидж войс медия“ го класира на 3-то място в списъка си с Топ 250 „Най-добри филми на века“ през 1999 г., въз основа на анкета сред критиците. „Ентъртеймънт Уийкли“ го гласува за 19-ия най-велик филм на всички времена през 1999 г. Появява се също така на 96-о място през 2002 г. в списъка на „100-те най-важни филма на всички времена“ от Националното дружество на филмовите критици. През 2022 г. списание „Тайм Аут“ класира филма под номер 15 в списъка си на „100-те най-добри трилър филма на всички времена“.
Още през 60-те години френските критици на „Кайе дьо Синема“ започват да преоценяват Хичкок като сериозен артист. Филмът се нарежда на 8-мо място в класацията им за 10-те най-добри филма на годината през 1959 г.
В проекта на британско-канадския учен Робин Ууд, „Филмите на Хичкок“ (1968), филмът е наречен „шедьовърът на Хичкок и един от четирите или петте най-дълбоки и красиви филма, които киното досега ни е давало.“
През 1989 г. „Световъртеж“ е признат за „културно, исторически и естетически значим“ филм от Библиотеката на Конгреса на САЩ и е избран за съхранение в Националния филмов регистър.
През 2005 г. „Световъртеж“ е на второ място в книгата на британското списание „Тотал Филм“ – „100-те най-велики филма на всички времена“. През 2008 г. проучване на „Емпайър“ сред читатели, актьори и критици, го определя като 40-тия най-велик филм, правен някога. „Гардиън“ го класира като 3-тия най-добър криминален филм на всички времена. Класира се на 3-то място и в класацията на BBC за 2015 г. на 100-те най-велики американски филма.
В сайта „Rotten Tomatoes“ филмът има рейтинг на одобрение от 93% въз основа на 87 рецензии, със среден рейтинг 8.9/10. Описанието в сайта гласи: „Непредсказуем страшен трилър, който се удвоява като тъжна медитация върху любовта, загубата и човешкия комфорт.“
Към януари 2021 г. „Световъртеж“ е един от осемте филма с оценка 100 (отлична) на уебсайта за събиране на филмови критици „Метакритик“.
Заедно с обществената оценка на филма, той получава и академично признание, като например Годишната международна конференция „Vertigo”, провеждана в Тринити Колидж в Дъблин.
Най-новото издание на 100-те най-добри филма за всички времена на Американския Филмов Институт, издадено през 2007 г., поставя „Световъртеж“ на 9-то място, с 52 позиции нагоре от предишното му място в първоначалния списък от 1998 г.

### Признания от Американския Филмов Институт
- АФИ 100 години... 100 филма (1998) – #61
- АФИ 100 години... 100 трилъра (2001) – #18
- АФИ 100 години... 100 страсти (2002) – #18
- АФИ 100 години... 100 филма (10-о юбилейно издание) (2007) – #9
- АФИ 10-те топ 10 (2008) – #1 Мистерия

## Критически трудове за „Световъртеж“
- глава за „Световъртеж“, написана от Робин Ууд във „Филмите на Хичкок“ ("Hitchcock's Films");[50]
- есе на Моли Хаскел, „С четка и огледало: „Световъртеж“ и „Както ме желаеш“ (“With Paintbrush and Mirror: 'Vertigo' & 'As You Desire Me”) във „Вилидж Войс“;[51]
- статията „Визуално удоволствие и наративно кино“ (“Wisual Pleasure and Narrative Cinema”) на Лаура Мълви;[52]
- ревю на Робърт Ебърт от 1996 г.;[53]
- интервю за филма с Франсоа Трюфо в „Хичкок и Трюфо“;[4]

## Класификация като филм ноар
Във Франция през 40-те години възниква криминалния поджанр роман ноар, а оттам и филм ноар (фр.: film noir). Тази жанрова разновидност се появява още във филма „Ребека“ (1940). Можем да открием характеристики на филм ноар във филмите на Хичкок, но мненията на критиците са разностранни относно това дали „Световъртеж“ трябва да се счита за филм ноар, както и дали Хичкок е филмов автор (фр.: film auteur – понятието се отнася към режисьор, който има свой определен стил на правене на филми, който включва всички елементи на филмовото производство). Самият Хичкок смята, че филмите му не подлежат на жанрови етикети – една от характеристиките на филмовия автор.
Някои критици смятат, че „Световъртеж“ може да се счита за филм ноар на базата на сюжет, тон и различни мотиви, въпреки че има модернистичен графичен дизайн, характерен за 50-те години, и по-модерен сценографски дизайн, който иначе би го възпрепятствал да навлезе в категорията на филм ноар. Други смятат, че комбинацията от цвят и специфика на визията на Хичкок го изключват от категорията. Робърт Отосон (1981) не включва „Световъртеж“ в своя канон, докато Фостър Хърш (2001) описва филма като един от онези филми на Хичкок, които са „богато, очевидно ноар“.

## Потенциален римейк
През март 2023 г. излиза информация, че „Парамаунт Пикчърс“ са придобили правата за римейк на филма със Стивън Найт, който ще създаде сценария, а Робърт Дауни Джуниър ще играе за „Дейвис Ентъртейнмънт“ и „Тийм Дауни“.